# Miguel Trauco
Miguel Trauco (Tarapoto, 25 de agosto de 1992) es un futbolista peruano. Juega de Lateral izquierdo y su equipo actual es Alianza Lima de la Primera División del Perú. Es internacional con la selección de fútbol del Perú desde 2014.
Fue formado en el club Unión Tarapoto y debutó profesionalmente en el año 2011, con el club Unión Comercio tras lograr el campeonato de ascenso en la Copa Perú 2010. Luego pasó a las filas del club Universitario de Deportes con el que fue destacado como el mejor jugador del año del Campeonato Descentralizado 2016.
Fue fichado por el C. R. Flamengo logrando el Campeonato Carioca 2017 y siendo incluido en el equipo ideal del torneo, y llegando a la final de la Copa Sudamericana 2017 donde disputó como titular los partidos de ida y vuelta de la final continental. También estuvo presente en la fase de grupos de la Copa Libertadores 2019 la cual fue otorgada a su equipo en noviembre de 2019. figurar en el once ideal del torneo, un mes después fue fichado por el Saint-Étienne de Francia.
Habitual convocado de la selección peruana, tiene 75 partidos en su haber y ha participado en la Copa América Centenario llegando a cuartos de final; formó parte del grupo que clasificó a Rusia 2018 tras 36 años de ausencia mundialista y un año después jugó la final de la Copa América 2019 frente a Brasil integrando el once ideal de dicho torneo; posteriormente, llegó a semifinales en la Copa América 2021. 

## Biografía
Trauco nació en la ciudad de Tarapoto, el 25 de agosto de 1992. Hijo de Miguel Trauco Alvarado y de Bessy Saavedra Armas. Estuvo casado con Karla Gálvez Flores, con quien tiene un hijo: Thiago. Su familia paterna está ligada al fútbol de Tarapoto, su abuelo, su padre y sus tíos también fueron futbolistas.

## Trayectoria
Entre los 15 y 17 años integró las filas del club Virgen de Chapi de Lima, Coronel Bolognesi de Tacna y Unión Tarapoto. Luego pasó al club Unión Comercio con el que ascendió a la primera división en el año 2010. Tras seis temporadas en el cuadro moyobambino, convirtiendo 9 goles y jugando 192 partidos; además de ser titular indiscutible, y lograr la clasificación del club a la Copa Sudamericana 2015; fue transferido a Universitario de Deportes, donde se consolidó como titular por la banda izquierda.
En mayo ganó el Torneo Apertura jugando todos los partidos, por lo cual fue tomado en cuenta para disputar la Copa América Centenario por el entrenador de la selección peruana de fútbol Ricardo Gareca, logrando una destacada actuación con la selección y con su club jugando 39 partidos, llegando a ser utilizado en diferentes posiciones; además de conseguir un gol y ser el máximo asistidor del cuadro estudiantil.
El 14 de diciembre de 2016 fichó oficialmente por el club Flamengo de Brasil, siendo su primera experiencia en el extranjero. Su primer partido oficial con la camiseta del Flamengo lo disputó el 28 de enero de 2017 ante el Boavista, en un partido válido por la primera ronda del Campeonato Carioca 2017. Anotó su primer gol y brindó dos asistencias, participando en la victoria del equipo por 4-1.
El 6 de agosto de 2019 se oficializó su fichaje por el equipo francés Saint-Étienne, por no tener continuidad en los últimos partidos con el Flamengo y por decisión del entrenador. Curiosamente pasó por la misma situación en el equipo francés, no saliendo en las listas de convocados y siendo relegado a jugar y entrenar con la reserva del equipo. En noviembre de 2020 Trauco regresó al titularato siendo indispensable para el equipo francés en su lucha por alcanzar un cupo a torneo internacional. El 31 de junio de 2022 terminó su contrato con el Saint-Étienne, quedando libre, y el 2 de septiembre firmó con el San Jose Earthquakes de la Major League Soccer de los Estados Unidos.

## Selección nacional

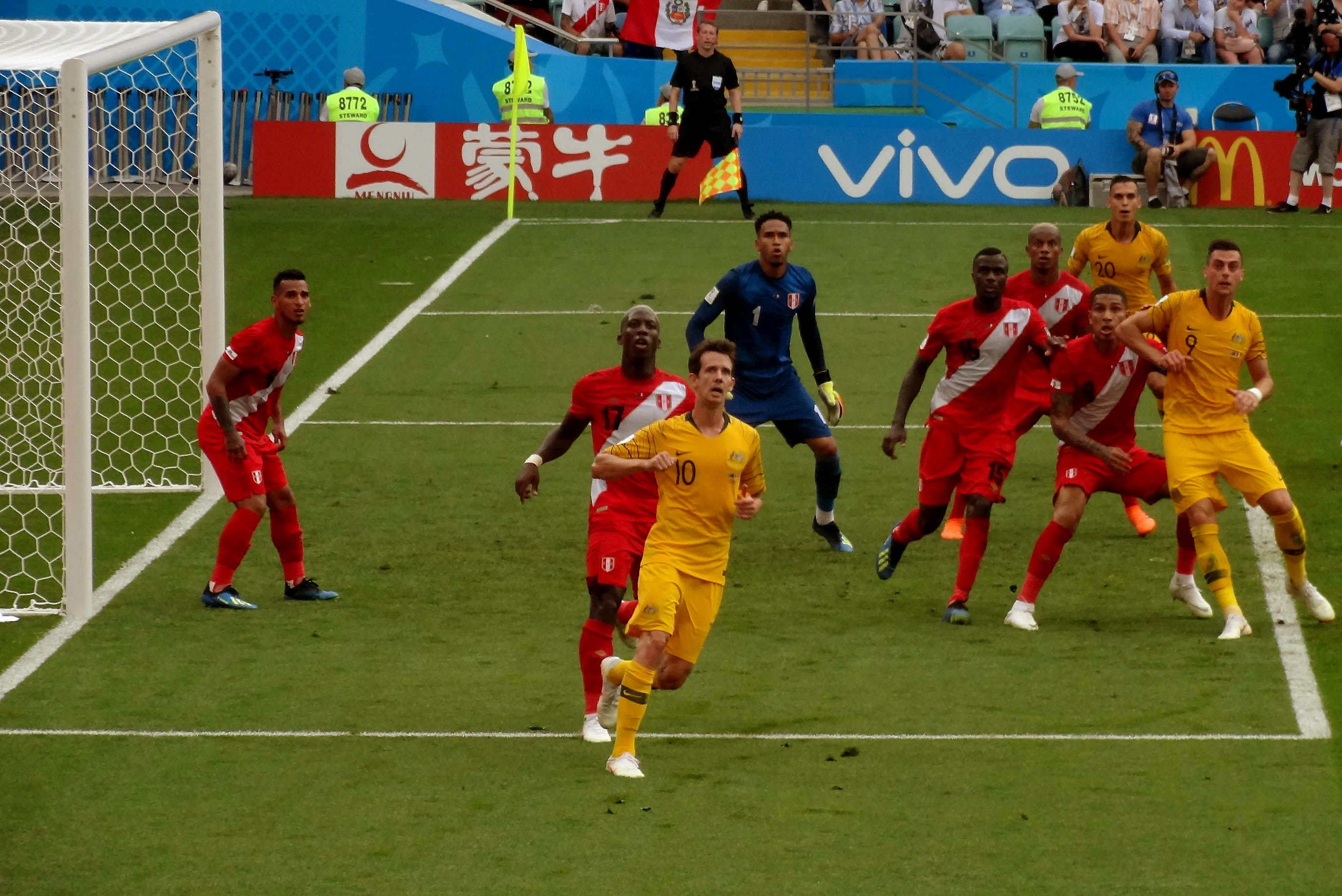
Trauco durante un partido contra en el Mundial Rusia 2018.

Ha sido internacional con la selección del Perú en 76 ocasiones. Su debut se produjo el 7 de agosto de 2014 en un encuentro amistoso ante la selección de Panamá que finalizó con marcador de 3-0 a favor de los peruanos. El 20 de mayo de 2016 el entrenador Ricardo Gareca, lo incluyó en la nómina de 23 jugadores convocados para disputar la Copa América Centenario.
El estreno de la blanquirroja en la competición se produjo el 4 de junio de 2016 derrotando por 1-0 a Haití. Cuatro días más tarde empató por marcador de 2-2 ante su similar de Ecuador. Perú cerró su participación en la primera fase con una victoria por 1-0 ante Brasil. En los cuartos de final enfrentó a la selección de Colombia con la que empató 0-0 en el tiempo reglamentario, finalmente fueron derrotados por 4-2 en la tanda de penales. Miguel estuvo presente en los cuatro partidos que disputó su selección.
El 16 de mayo de 2018 el entrenador de la selección peruana, Ricardo Gareca, lo incluyó en la nómina preliminar de 24 jugadores convocados para la Copa Mundial de 2018. Fue confirmado en la lista definitiva de 23 jugadores el 4 de junio. En el torneo Perú integró el grupo C junto con Francia, Australia y Dinamarca. Disputó su primer partido mundialista el 16 de junio de 2018 en el Mordovia Arena frente a Dinamarca. Jugó los tres encuentros de la primera fase como titular aunque el conjunto peruano no avanzó a la siguiente ronda tras haber culminado en el tercer lugar de su grupo con tan solo tres puntos.
El 30 de mayo de 2019 fue convocado para la Copa América 2019 así como para los amistosos internacionales previos. La selección peruana consiguió el pase a la final del torneo. Tras finalizar la competición fue incluido por la Confederación Sudamericana de Fútbol en el XI Ideal de la Copa América como mejor lateral izquierdo.

### Participaciones en Copas del Mundo
| Mundial              | Sede  | Resultado    | Partidos | Goles |
| -------------------- | ----- | ------------ | -------- | ----- |
| Copa Mundial de 2018 | Rusia | Primera fase | 3        | 0     |

### Participaciones en Copa América
| Copa                    | Sede           | Resultado        | Partidos | Goles |
| ----------------------- | -------------- | ---------------- | -------- | ----- |
| Copa América Centenario | Estados Unidos | Cuartos de final | 4        | 0     |
| Copa América 2019       | Brasil         | Subcampeón       | 6        | 0     |
| Copa América 2021       | Brasil         | Cuarto lugar     | 3        | 0     |

## Estadísticas

### Clubes
| Club                                | Temporada           | Liga | Liga | Copa Regional * | Copa Regional * | Copa Nacional ** | Copa Nacional ** | Copa Internacional *** | Copa Internacional *** | Total | Total |
| Club                                | Temporada           | PJ   | G    | PJ              | G               | PJ               | G                | PJ                     | G                      | PJ    | G     |
| ----------------------------------- | ------------------- | ---- | ---- | --------------- | --------------- | ---------------- | ---------------- | ---------------------- | ---------------------- | ----- | ----- |
| Unión Comercio · Perú               | 2010                | 6    | 5    | 0               | 0               | 0                | 0                | 0                      | 0                      | 6     | 5     |
| Unión Comercio · Perú               | 2011                | 22   | 2    | 0               | 0               | 0                | 0                | 0                      | 0                      | 22    | 2     |
| Unión Comercio · Perú               | 2012                | 43   | 0    | 0               | 0               | 0                | 0                | 2                      | 0                      | 45    | 0     |
| Unión Comercio · Perú               | 2013                | 40   | 0    | 0               | 0               | 0                | 0                | 0                      | 0                      | 40    | 0     |
| Unión Comercio · Perú               | 2014                | 27   | 0    | 0               | 0               | 12               | 0                | 0                      | 0                      | 39    | 0     |
| Unión Comercio · Perú               | 2015                | 30   | 1    | 0               | 0               | 8                | 1                | 2                      | 0                      | 40    | 2     |
| Unión Comercio · Perú               | Total               | 168  | 8    | 0               | 0               | 20               | 1                | 4                      | 0                      | 192   | 9     |
| Universitario de Deportes · Perú    | 2016                | 39   | 1    | 0               | 0               | 0                | 0                | 2                      | 0                      | 41    | 1     |
| Universitario de Deportes · Perú    | Total               | 39   | 1    | 0               | 0               | 0                | 0                | 2                      | 0                      | 41    | 1     |
| C. R. Flamengo · Brasil             | 2017                | 23   | 1    | 13              | 1               | 4                | 0                | 13                     | 2                      | 53    | 4     |
| C. R. Flamengo · Brasil             | 2018                | 6    | 0    | 3               | 0               | 1                | 0                | 0                      | 0                      | 10    | 0     |
| C. R. Flamengo · Brasil             | 2019                | 5    | 0    | 5               | 0               | 0                | 0                | 2                      | 0                      | 12    | 0     |
| C. R. Flamengo · Brasil             | Total               | 34   | 1    | 21              | 1               | 5                | 0                | 15                     | 2                      | 75    | 4     |
| Saint-Étienne Francia               | 2019-20             | 19   | 1    | 0               | 0               | 4                | 0                | 1                      | 0                      | 24    | 1     |
| Saint-Étienne Francia               | 2020-21             | 26   | 0    | 0               | 0               | 1                | 0                | 0                      | 0                      | 27    | 0     |
| Saint-Étienne Francia               | 2021-22             | 17   | 1    | 0               | 0               | 2                | 0                | 0                      | 0                      | 19    | 1     |
| Saint-Étienne Francia               | Total               | 62   | 2    | 0               | 0               | 7                | 0                | 1                      | 0                      | 70    | 2     |
| San Jose Earthquakes Estados Unidos | 2022                | 3    | 0    | 0               | 0               | 0                | 0                | 0                      | 0                      | 3     | 0     |
| San Jose Earthquakes Estados Unidos | 2023                | 26   | 3    | 0               | 0               | 0                | 0                | 0                      | 0                      | 26    | 3     |
| San Jose Earthquakes Estados Unidos | Total               | 29   | 3    | 0               | 0               | 0                | 0                | 0                      | 0                      | 29    | 3     |
| Criciúma · Brasil                   | 2024                | 24   | 2    | 8               | 0               | 4                | 0                | 0                      | 0                      | 36    | 2     |
| Criciúma · Brasil                   | Total               | 24   | 2    | 8               | 0               | 4                | 0                | 0                      | 0                      | 36    | 2     |
| Alianza Lima · Perú                 | 2025                | 17   | 0    | 0               | 0               | 0                | 0                | 13                     | 0                      | 30    | 0     |
| Alianza Lima · Perú                 | Total               | 17   | 0    | 0               | 0               | 0                | 0                | 13                     | 0                      | 30    | 0     |
| Total en su carrera                 | Total en su carrera | 373  | 17   | 29              | 1               | 36               | 1                | 35                     | 2                      | 473   | 21    |

- (*) Primeira Liga, Campeonato Carioca y Campeonato Catarinense.
- (**) Torneo del Inca, Copa de Brasil, Copa de la Liga de Francia y Copa de Francia.
- (**) Copa Sudamericana y Copa Libertadores de América.

### Selección nacional
| \| Fecha \| Ciudad \| Local \| Resultado \| Visitante \| Competencia \| Goles \| \| ---------- \| ----------------- \| -------------- \| --------- \| ----------------- \| ------------------------------ \| ----- \| \| 06-08-2014 \| Lima \| Perú \| 3:0 \| Panamá \| Amistoso \| 0 \| \| 05-09-2014 \| Dubái \| Irak \| 0:2 \| Perú \| Amistoso \| 0 \| \| 23-05-2016 \| Lima \| Perú \| 4:0 \| Trinidad y Tobago \| Amistoso \| 0 \| \| 04-06-2016 \| Seattle \| Haití \| 0:1 \| Perú \| Copa América Centenario \| 0 \| \| 08-06-2016 \| Glendale \| Ecuador \| 2:2 \| Perú \| Copa América Centenario \| 0 \| \| 12-06-2016 \| Foxborough \| Brasil \| 0:1 \| Perú \| Copa América Centenario \| 0 \| \| 17-06-2016 \| East Rutherford \| Perú \| 0:0 / 2:4 \| Colombia \| Copa América Centenario \| 0 \| \| 01-09-2016 \| La Paz \| Bolivia \| 0:3[19] \| Perú \| Clasificación Mundial 2018 \| 0 \| \| 06-09-2016 \| Lima \| Perú \| 2:1 \| Ecuador \| Clasificación Mundial 2018 \| 0 \| \| 06-10-2016 \| Lima \| Perú \| 2:2 \| Argentina \| Clasificación Mundial 2018 \| 0 \| \| 11-10-2016 \| Santiago \| Chile \| 2:1 \| Perú \| Clasificación Mundial 2018 \| 0 \| \| 10-11-2016 \| Asunción \| Paraguay \| 1:4 \| Perú \| Clasificación Mundial 2018 \| 0 \| \| 23-03-2017 \| Maturín \| Venezuela \| 2:2 \| Perú \| Clasificación Mundial 2018 \| 0 \| \| 28-03-2017 \| Lima \| Perú \| 2:1 \| Uruguay \| Clasificación Mundial 2018 \| 0 \| \| 08-06-2017 \| Trujillo \| Perú \| 1:0 \| Paraguay \| Amistoso \| 0 \| \| 13-06-2017 \| Arequipa \| Perú \| 3:1 \| Jamaica \| Amistoso \| 0 \| \| 31-08-2017 \| Lima \| Perú \| 2:1 \| Bolivia \| Clasificación Mundial 2018 \| 0 \| \| 05-09-2017 \| Quito \| Ecuador \| 1:2 \| Perú \| Clasificación Mundial 2018 \| 0 \| \| 05-10-2017 \| Buenos Aires \| Argentina \| 0:0 \| Perú \| Clasificación Mundial 2018 \| 0 \| \| 10-10-2017 \| Lima \| Perú \| 1:1 \| Colombia \| Clasificación Mundial 2018 \| 0 \| \| 11-11-2017 \| Wellington \| Nueva Zelanda \| 0:0 \| Perú \| Repesca Mundial 2018 \| 0 \| \| 15-11-2017 \| Lima \| Perú \| 2:0 \| Nueva Zelanda \| Repesca Mundial 2018 \| 0 \| \| 23-03-2018 \| Miami \| Perú \| 2:0 \| Croacia \| Amistoso \| 0 \| \| 27-03-2018 \| Harrison \| Perú \| 3:1 \| Islandia \| Amistoso \| 0 \| \| 29-05-2018 \| Lima \| Perú \| 2:0 \| Escocia \| Amistoso \| 0 \| \| 03-06-2018 \| San Galo \| Arabia Saudita \| 0:3 \| Perú \| Amistoso \| 0 \| \| 09-06-2018 \| Gotemburgo \| Suecia \| 0:0 \| Perú \| Amistoso \| 0 \| \| 16-06-2018 \| Saransk \| Perú \| 0:1 \| Dinamarca \| Copa Mundial de Fútbol de 2018 \| 0 \| \| 21-06-2018 \| Ekaterimburgo \| Francia \| 1:0 \| Perú \| Copa Mundial de Fútbol de 2018 \| 0 \| \| 26-06-2018 \| Sochi \| Australia \| 0:2 \| Perú \| Copa Mundial de Fútbol de 2018 \| 0 \| \| 06-09-2018 \| Ámsterdam \| Países Bajos \| 2:1 \| Perú \| Amistoso \| 0 \| \| 09-09-2018 \| Sinsheim \| Alemania \| 2:1 \| Perú \| Amistoso \| 0 \| \| 12-10-2018 \| Miami Gardens \| Perú \| 3:0 \| Chile \| Amistoso \| 0 \| \| 15-11-2018 \| Lima \| Perú \| 0:2 \| Ecuador \| Amistoso \| 0 \| \| 20-11-2018 \| Arequipa \| Perú \| 2:3 \| Costa Rica \| Amistoso \| 0 \| \| 22-03-2019 \| Harrison \| Perú \| 1:0 \| Paraguay \| Amistoso \| 0 \| \| 26-03-2019 \| Washington D. C. \| Perú \| 0:2 \| El Salvador \| Amistoso \| 0 \| \| 05-06-2019 \| Lima \| Perú \| 1:0 \| Costa Rica \| Amistoso \| 0 \| \| 09-06-2019 \| Lima \| Perú \| 0:3 \| Colombia \| Amistoso \| 0 \| \| 15-06-2019 \| Porto Alegre \| Venezuela \| 0:0 \| Perú \| Copa América 2019 \| 0 \| \| 18-06-2019 \| Río de Janeiro \| Bolivia \| 1:3 \| Perú \| Copa América 2019 \| 0 \| \| 22-06-2019 \| São Paulo \| Perú \| 0:5 \| Brasil \| Copa América 2019 \| 0 \| \| 29-06-2019 \| Salvador \| Uruguay \| 0:0 / 4:5 \| Perú \| Copa América 2019 \| 0 \| \| 03-07-2019 \| Porto Alegre \| Chile \| 0:3 \| Perú \| Copa América 2019 \| 0 \| \| 06-07-2019 \| Río de Janeiro \| Brasil \| 3:1 \| Perú \| Copa América 2019 \| 0 \| \| 05-09-2019 \| Nueva Jersey \| Perú \| 0:1 \| Ecuador \| Amistoso \| 0 \| \| 10-09-2019 \| Los Ángeles \| Brasil \| 0:1 \| Perú \| Amistoso \| 0 \| \| 11-10-2019 \| Montevideo \| Uruguay \| 1:0 \| Perú \| Amistoso \| 0 \| \| 15-10-2019 \| Lima \| Perú \| 1:1 \| Uruguay \| Amistoso \| 0 \| \| 15-11-2019 \| Miami Gardens \| Colombia \| 1:0 \| Perú \| Amistoso \| 0 \| \| 08-10-2020 \| Asunción \| Paraguay \| 2:2 \| Perú \| Clasificación Mundial 2022 \| 0 \| \| 13-10-2020 \| Lima \| Perú \| 2:4 \| Perú \| Clasificación Mundial 2022 \| 0 \| \| 13-11-2020 \| Santiago de Chile \| Chile \| 2:0 \| Perú \| Clasificación Mundial 2022 \| 0 \| \| 17-11-2020 \| Lima \| Perú \| 0:2 \| Argentina \| Clasificación Mundial 2022 \| 0 \| \| 03-06-2021 \| Lima \| Perú \| 0:3 \| Colombia \| Clasificación Mundial 2022 \| 0 \| \| 23-06-2021 \| Goiânia \| Ecuador \| 2:2 \| Perú \| Copa América 2021 \| 0 \| \| 27-06-2021 \| Brasilia \| Venezuela \| 0:1 \| Perú \| Copa América 2021 \| 0 \| \| 02-07-2021 \| Goiânia \| Perú \| 3:3 / 4:3 \| Paraguay \| Copa América 2021 \| 0 \| \| 05-07-2021 \| Río de Janeiro \| Brasil \| 1:0 \| Perú \| Copa América 2021 \| 0 \| \| 07-10-2021 \| Lima \| Perú \| 2:0 \| Chile \| Clasificación Mundial 2022 \| 0 \| \| 14-10-2021 \| Buenos Aires \| Argentina \| 1:0 \| Perú \| Clasificación Mundial 2022 \| 0 \| \| 11-11-2021 \| Lima \| Perú \| 3:0 \| Bolivia \| Clasificación Mundial 2022 \| 0 \| \| 16-11-2021 \| Caracas \| Venezuela \| 1:2 \| Perú \| Clasificación Mundial 2022 \| 0 \| \| 01-02-2022 \| Lima \| Perú \| 1:1 \| Ecuador \| Clasificación Mundial 2022 \| 0 \| \| 24-03-2022 \| Montevideo \| Uruguay \| 1:0 \| Perú \| Clasificación Mundial 2022 \| 0 \| \| 29-03-2022 \| Lima \| Perú \| 2:0 \| Paraguay \| Clasificación Mundial 2022 \| 0 \| \| 05-06-2022 \| Barcelona \| Perú \| 1:0 \| Nueva Zelanda \| Amistoso \| 0 \| \| 13-06-2022 \| Rayán \| Australia \| 0:0 / 5:4 \| Perú \| Repesca Mundial 2022 \| 0 \| \| 28-03-2023 \| Madrid \| Marruecos \| 0:0 \| Perú \| Amistoso \| 0 \| \| 16-06-2023 \| Busan \| Corea del Sur \| 0:1 \| Perú \| Amistoso \| 0 \| \| 07-09-2023 \| Ciudad del Este \| Paraguay \| 0:0 \| Perú \| Clasificación Mundial 2026 \| 0 \| \| 12-09-2023 \| Lima \| Perú \| 0:1 \| Brasil \| Clasificación Mundial 2026 \| 0 \| \| 12-10-2023 \| Santiago \| Chile \| 2:0 \| Perú \| Clasificación Mundial 2026 \| 0 \| \| 17-10-2023 \| Lima \| Perú \| 0:2 \| Argentina \| Clasificación Mundial 2026 \| 0 \| \| 22-03-2024 \| Lima \| Perú \| 2:0 \| Nicaragua \| Amistoso \| 0 \| \| 20-03-2025 \| Lima \| Perú \| 3:1 \| Bolivia \| Clasificación Mundial 2026 \| 0 \| \| Total \| \| Presencias \| 76 \| \| Goles \| 0 \| |                   |                |           |                   |                                |       |
| Fecha | Ciudad            | Local          | Resultado | Visitante         | Competencia                    | Goles |
| 06-08-2014 | Lima              | Perú           | 3:0       | Panamá            | Amistoso                       | 0     |
| 05-09-2014 | Dubái             | Irak           | 0:2       | Perú              | Amistoso                       | 0     |
| 23-05-2016 | Lima              | Perú           | 4:0       | Trinidad y Tobago | Amistoso                       | 0     |
| 04-06-2016 | Seattle           | Haití          | 0:1       | Perú              | Copa América Centenario        | 0     |
| 08-06-2016 | Glendale          | Ecuador        | 2:2       | Perú              | Copa América Centenario        | 0     |
| 12-06-2016 | Foxborough        | Brasil         | 0:1       | Perú              | Copa América Centenario        | 0     |
| 17-06-2016 | East Rutherford   | Perú           | 0:0 / 2:4 | Colombia          | Copa América Centenario        | 0     |
| 01-09-2016 | La Paz            | Bolivia        | 0:3       | Perú              | Clasificación Mundial 2018     | 0     |
| 06-09-2016 | Lima              | Perú           | 2:1       | Ecuador           | Clasificación Mundial 2018     | 0     |
| 06-10-2016 | Lima              | Perú           | 2:2       | Argentina         | Clasificación Mundial 2018     | 0     |
| 11-10-2016 | Santiago          | Chile          | 2:1       | Perú              | Clasificación Mundial 2018     | 0     |
| 10-11-2016 | Asunción          | Paraguay       | 1:4       | Perú              | Clasificación Mundial 2018     | 0     |
| 23-03-2017 | Maturín           | Venezuela      | 2:2       | Perú              | Clasificación Mundial 2018     | 0     |
| 28-03-2017 | Lima              | Perú           | 2:1       | Uruguay           | Clasificación Mundial 2018     | 0     |
| 08-06-2017 | Trujillo          | Perú           | 1:0       | Paraguay          | Amistoso                       | 0     |
| 13-06-2017 | Arequipa          | Perú           | 3:1       | Jamaica           | Amistoso                       | 0     |
| 31-08-2017 | Lima              | Perú           | 2:1       | Bolivia           | Clasificación Mundial 2018     | 0     |
| 05-09-2017 | Quito             | Ecuador        | 1:2       | Perú              | Clasificación Mundial 2018     | 0     |
| 05-10-2017 | Buenos Aires      | Argentina      | 0:0       | Perú              | Clasificación Mundial 2018     | 0     |
| 10-10-2017 | Lima              | Perú           | 1:1       | Colombia          | Clasificación Mundial 2018     | 0     |
| 11-11-2017 | Wellington        | Nueva Zelanda  | 0:0       | Perú              | Repesca Mundial 2018           | 0     |
| 15-11-2017 | Lima              | Perú           | 2:0       | Nueva Zelanda     | Repesca Mundial 2018           | 0     |
| 23-03-2018 | Miami             | Perú           | 2:0       | Croacia           | Amistoso                       | 0     |
| 27-03-2018 | Harrison          | Perú           | 3:1       | Islandia          | Amistoso                       | 0     |
| 29-05-2018 | Lima              | Perú           | 2:0       | Escocia           | Amistoso                       | 0     |
| 03-06-2018 | San Galo          | Arabia Saudita | 0:3       | Perú              | Amistoso                       | 0     |
| 09-06-2018 | Gotemburgo        | Suecia         | 0:0       | Perú              | Amistoso                       | 0     |
| 16-06-2018 | Saransk           | Perú           | 0:1       | Dinamarca         | Copa Mundial de Fútbol de 2018 | 0     |
| 21-06-2018 | Ekaterimburgo     | Francia        | 1:0       | Perú              | Copa Mundial de Fútbol de 2018 | 0     |
| 26-06-2018 | Sochi             | Australia      | 0:2       | Perú              | Copa Mundial de Fútbol de 2018 | 0     |
| 06-09-2018 | Ámsterdam         | Países Bajos   | 2:1       | Perú              | Amistoso                       | 0     |
| 09-09-2018 | Sinsheim          | Alemania       | 2:1       | Perú              | Amistoso                       | 0     |
| 12-10-2018 | Miami Gardens     | Perú           | 3:0       | Chile             | Amistoso                       | 0     |
| 15-11-2018 | Lima              | Perú           | 0:2       | Ecuador           | Amistoso                       | 0     |
| 20-11-2018 | Arequipa          | Perú           | 2:3       | Costa Rica        | Amistoso                       | 0     |
| 22-03-2019 | Harrison          | Perú           | 1:0       | Paraguay          | Amistoso                       | 0     |
| 26-03-2019 | Washington D. C.  | Perú           | 0:2       | El Salvador       | Amistoso                       | 0     |
| 05-06-2019 | Lima              | Perú           | 1:0       | Costa Rica        | Amistoso                       | 0     |
| 09-06-2019 | Lima              | Perú           | 0:3       | Colombia          | Amistoso                       | 0     |
| 15-06-2019 | Porto Alegre      | Venezuela      | 0:0       | Perú              | Copa América 2019              | 0     |
| 18-06-2019 | Río de Janeiro    | Bolivia        | 1:3       | Perú              | Copa América 2019              | 0     |
| 22-06-2019 | São Paulo         | Perú           | 0:5       | Brasil            | Copa América 2019              | 0     |
| 29-06-2019 | Salvador          | Uruguay        | 0:0 / 4:5 | Perú              | Copa América 2019              | 0     |
| 03-07-2019 | Porto Alegre      | Chile          | 0:3       | Perú              | Copa América 2019              | 0     |
| 06-07-2019 | Río de Janeiro    | Brasil         | 3:1       | Perú              | Copa América 2019              | 0     |
| 05-09-2019 | Nueva Jersey      | Perú           | 0:1       | Ecuador           | Amistoso                       | 0     |
| 10-09-2019 | Los Ángeles       | Brasil         | 0:1       | Perú              | Amistoso                       | 0     |
| 11-10-2019 | Montevideo        | Uruguay        | 1:0       | Perú              | Amistoso                       | 0     |
| 15-10-2019 | Lima              | Perú           | 1:1       | Uruguay           | Amistoso                       | 0     |
| 15-11-2019 | Miami Gardens     | Colombia       | 1:0       | Perú              | Amistoso                       | 0     |
| 08-10-2020 | Asunción          | Paraguay       | 2:2       | Perú              | Clasificación Mundial 2022     | 0     |
| 13-10-2020 | Lima              | Perú           | 2:4       | Perú              | Clasificación Mundial 2022     | 0     |
| 13-11-2020 | Santiago de Chile | Chile          | 2:0       | Perú              | Clasificación Mundial 2022     | 0     |
| 17-11-2020 | Lima              | Perú           | 0:2       | Argentina         | Clasificación Mundial 2022     | 0     |
| 03-06-2021 | Lima              | Perú           | 0:3       | Colombia          | Clasificación Mundial 2022     | 0     |
| 23-06-2021 | Goiânia           | Ecuador        | 2:2       | Perú              | Copa América 2021              | 0     |
| 27-06-2021 | Brasilia          | Venezuela      | 0:1       | Perú              | Copa América 2021              | 0     |
| 02-07-2021 | Goiânia           | Perú           | 3:3 / 4:3 | Paraguay          | Copa América 2021              | 0     |
| 05-07-2021 | Río de Janeiro    | Brasil         | 1:0       | Perú              | Copa América 2021              | 0     |
| 07-10-2021 | Lima              | Perú           | 2:0       | Chile             | Clasificación Mundial 2022     | 0     |
| 14-10-2021 | Buenos Aires      | Argentina      | 1:0       | Perú              | Clasificación Mundial 2022     | 0     |
| 11-11-2021 | Lima              | Perú           | 3:0       | Bolivia           | Clasificación Mundial 2022     | 0     |
| 16-11-2021 | Caracas           | Venezuela      | 1:2       | Perú              | Clasificación Mundial 2022     | 0     |
| 01-02-2022 | Lima              | Perú           | 1:1       | Ecuador           | Clasificación Mundial 2022     | 0     |
| 24-03-2022 | Montevideo        | Uruguay        | 1:0       | Perú              | Clasificación Mundial 2022     | 0     |
| 29-03-2022 | Lima              | Perú           | 2:0       | Paraguay          | Clasificación Mundial 2022     | 0     |
| 05-06-2022 | Barcelona         | Perú           | 1:0       | Nueva Zelanda     | Amistoso                       | 0     |
| 13-06-2022 | Rayán             | Australia      | 0:0 / 5:4 | Perú              | Repesca Mundial 2022           | 0     |
| 28-03-2023 | Madrid            | Marruecos      | 0:0       | Perú              | Amistoso                       | 0     |
| 16-06-2023 | Busan             | Corea del Sur  | 0:1       | Perú              | Amistoso                       | 0     |
| 07-09-2023 | Ciudad del Este   | Paraguay       | 0:0       | Perú              | Clasificación Mundial 2026     | 0     |
| 12-09-2023 | Lima              | Perú           | 0:1       | Brasil            | Clasificación Mundial 2026     | 0     |
| 12-10-2023 | Santiago          | Chile          | 2:0       | Perú              | Clasificación Mundial 2026     | 0     |
| 17-10-2023 | Lima              | Perú           | 0:2       | Argentina         | Clasificación Mundial 2026     | 0     |
| 22-03-2024 | Lima              | Perú           | 2:0       | Nicaragua         | Amistoso                       | 0     |
| 20-03-2025 | Lima              | Perú           | 3:1       | Bolivia           | Clasificación Mundial 2026     | 0     |
| Total |                   | Presencias     | 76        |                   | Goles                          | 0     |

### Resumen estadístico
| Competición        | Encuentros | Goles | Promedio |
| ------------------ | ---------- | ----- | -------- |
| Liga               | 373        | 17    | 0,05     |
| Copa Estadal       | 29         | 1     | 0,03     |
| Copa Nacional      | 36         | 1     | 0,03     |
| Copa Internacional | 35         | 2     | 0,06     |
| Selección del Perú | 75         | 0     | 0        |
| Total              | 548        | 21    | 0,04     |

## Palmarés

### Títulos regionales
| Título                 | Club     | País   | Año  |
| ---------------------- | -------- | ------ | ---- |
| Campeonato Carioca     | Flamengo | Brasil | 2017 |
| Taça Guanabara         | Flamengo | Brasil | 2018 |
| Campeonato Carioca     | Flamengo | Brasil | 2019 |
| Campeonato Catarinense | Criciúma | Brasil | 2024 |

### Títulos nacionales
| Título          | Club                      | País   | Año  |
| --------------- | ------------------------- | ------ | ---- |
| Copa Perú       | Unión Comercio            | Perú   | 2010 |
| Torneo Apertura | Universitario de Deportes | Perú   | 2016 |
| Serie A         | Flamengo                  | Brasil | 2019 |

### Títulos internacionales
| Título            | Club     | País   | Año  |
| ----------------- | -------- | ------ | ---- |
| Copa Libertadores | Flamengo | Brasil | 2019 |

### Distinciones individuales
| Distinción                                                             | Año  |
| ---------------------------------------------------------------------- | ---- |
| Incluido en el XI ideal del Campeonato Descentralizado según la ADFP   | 2016 |
| Mejor jugador del Campeonato Descentralizado según la ADFP             | 2016 |
| Incluido en el XI ideal del Campeonato Carioca                         | 2017 |
| Incluido en el XI ideal de la semana de la Copa Libertadores           | 2017 |
| Incluido en el XI ideal de la fecha 7 del Brasileirao                  | 2019 |
| Incluido en el XI ideal de la Copa América 2019 según la CONMEBOL      | 2019 |
| Jugador con la mayor cantidad de quites (17) en la Copa América 2019   | 2019 |
| Incluido en el XI ideal de la fecha 13 de la Ligue 1                   | 2019 |
| Elegido como 'Jugador del Partido' por la fecha 12 de la Ligue 1       | 2020 |
| Elegido como segundo 'Mejor hispano del Mes' de la Ligue 1 - diciembre | 2020 |
| Incluido en el XI ideal de la fecha 22 de la Ligue 1 según SofaScore   | 2021 |